# 嬉野テレビ中継局
嬉野テレビ中継局（うれしのテレビちゅうけいきょく）は、佐賀県嬉野市にあるテレビ放送の中継局である。

## 概要
- 嬉野市の旧嬉野町地域は、旧相知町の八幡岳から送信される伊万里中継局の電波や、長崎県佐世保市の烏帽子岳から送信される佐世保局の電波を受信していたが、いずれも送信所から遠く、良好に受信できない状態であった。そのため、1970年4月に開設された。
- しかし、その後町内ではCATV網が整備されたため、NHKと民放1局しか受信できない嬉野局にアンテナを向けるより、多くのチャンネルが楽しめるCATVと契約する家庭も多かった。

## 中継局概要

### デジタルテレビ放送
| リモコン 番号 | 放送局名       | チャンネル 番号 | 空中線 電力 | ERP   | 偏波面   | 放送対象地域 | 放送区域 内世帯数 | 運用開始日    |
| ------------- | -------------- | --------------- | ----------- | ----- | -------- | ------------ | ----------------- | ------------- |
| 1             | NHK 佐賀総合   | 24              | 300mW       | 890mW | 水平偏波 | 佐賀県       | 5,122世帯         | 2008年 8月1日 |
| 2             | NHK 佐賀教育   | 28              | 300mW       | 890mW | 水平偏波 | 全国         | 5,122世帯         | 2008年 8月1日 |
| 3             | sts サガテレビ | 39              | 300mW       | 870mW | 水平偏波 | 佐賀県       | 5,122世帯         | 2008年 8月1日 |

- 所在地： 嬉野市嬉野町下野（皿屋北方高地）[1][2]
- 放送区域： 嬉野市の一部[3]
- 2008年7月3日に予備免許が交付され[4]、7月15日から試験放送を実施。8月1日に本放送を開始した[5]。

### アナログテレビ放送
| チャンネル 番号 | 放送局名       | 空中線 電力       | ERP                 | 偏波面   | 放送対象地域 | 放送区域 内世帯数 | 運用開始日     |
| --------------- | -------------- | ----------------- | ------------------- | -------- | ------------ | ----------------- | -------------- |
| 46              | NHK 佐賀教育   | 映像3W/ 音声750mW | 映像8.1W/ 音声2W    | 水平偏波 | 全国         | -                 | 1970年 4月25日 |
| 48              | NHK 佐賀総合   | 映像3W/ 音声750mW | 映像8.1W/ 音声2W    | 水平偏波 | 佐賀県       | -                 | 1970年 4月25日 |
| 54              | sts サガテレビ | 映像3W/ 音声750mW | 映像10.5W/ 音声2.7W | 水平偏波 | 佐賀県       | -                 | 1970年 8月26日 |

- 所在地： デジタルテレビ放送に同じ
- 2011年7月24日をもってすべて廃止された。